# Copa de la Federación Turca 1956-57
La Copa de la Federación Turca 1956/57 fue la primera edición de dicha competición.

## Ronda 1

### Grupo Estambul
| Equipo 1     | Resultado | Equipo 2    |
| ------------ | --------- | ----------- |
| İstanbulspor | 4–1       | Emniyet     |
| Beşiktaş     | 2–1       | Beyoğluspor |

### Grupo Esmirna
| Equipo 1 | Resultado | Equipo 2        |
| -------- | --------- | --------------- |
| Altay    | ?–?       | Karşıyaka       |
| Ülküspor | ?–?       | İzmir Demirspor |

### Grupo Ankara
| Equipo 1       | Resultado | Equipo 2 |
| -------------- | --------- | -------- |
| Gençlerbirliği | 4–1       | Hilal    |
| Ankaragücü     | 1–0       | Yolspor  |

## Ronda 2

### Grupo Estambul
| Equipo 1    | Resultado | Equipo 2     |
| ----------- | --------- | ------------ |
| Beykoz      | 3–1       | Adalet       |
| Galatasaray | 1–0       | Vefa         |
| Fenerbahçe  | 6–0       | Kasımpaşa    |
| Beşiktaş    | 1–0       | İstanbulspor |

### Grupo Esmirna
| Equipo 1   | Resultado | Equipo 2           |
| ---------- | --------- | ------------------ |
| Göztepe    | 1–11      | Yün Pamuk Mensucat |
| Kültürspor | 8–0       | Egespor            |
| Altınordu  | 2–1       | İzmirspor          |
| Altay      | 2–0       | Ülküspor           |

1Göztepe ganó 2-0 el partido de desempate.

### Grupo Ankara
| Equipo 1       | Resultado | Equipo 2         |
| -------------- | --------- | ---------------- |
| Hacettepe      | ?–?       | Otoyildırım      |
| Milli Mensucat | 1–0       | Ankara Demirspor |
| Güneşspor      | 1–0       | Adana Demirspor  |
| Gençlerbirliği | 3–02      | Ankaragücü       |

2El partido no fue disputado. Gençlerbirliği ganó por default.

## Ronda 3

### Grupo Estambul
| Equipo 1    | Resultado | Equipo 2   |
| ----------- | --------- | ---------- |
| Galatasaray | 3–2       | Fenerbahçe |
| Beşiktaş    | 3–2       | Beykoz     |

### Grupo Esmirna
| Equipo 1   | Resultado | Equipo 2  |
| ---------- | --------- | --------- |
| Kültürspor | 1–0       | Altınordu |
| Altay      | 4–1       | Göztepe   |

### Grupo Ankara
| Equipo 1       | Resultado | Equipo 2  |
| -------------- | --------- | --------- |
| Milli Mensucat | 2–1       | Güneşspor |
| Gençlerbirliği | 3–2       | Hacettepe |

## Ronda final
| Equipo         | PJ | PG | PE | PP | GF | GC | DG  | Pts |
| -------------- | -- | -- | -- | -- | -- | -- | --- | --- |
| Beşiktaş       | 10 | 8  | 1  | 1  | 23 | 6  | +16 | 17  |
| Galatasaray    | 10 | 6  | 2  | 2  | 22 | 8  | +14 | 14  |
| Altay          | 10 | 5  | 2  | 3  | 18 | 14 | +4  | 12  |
| Gençlerbirliği | 10 | 4  | 1  | 5  | 15 | 12 | +3  | 9   |
| Kültürspor     | 10 | 3  | 1  | 6  | 10 | 25 | -15 | 7   |
| Milli Mensucat | 10 | 0  | 1  | 9  | 5  | 28 | -23 | 1   |

|                                 |
| Campeón Beşiktaş JK 1.er título |